# Стєпан Ламза
Стєпан Ламза (серб. Стjепан Ламза, нар. 23 січня 1940, Сисак — пом. 12 січня 2022) — колишній югославський футболіст, півзахисник. Більшу частину своєї кар'єри грав за загребське «Динамо», якому допоміг виграти Кубок ярмарків у 1967 році. За збірну Югославії провів сім матчів.
Вважається одним із найкращих хорватських гравців усіх часів.

## Клубна кар'єра

### Початок кар'єри
Ламза розпочав свою кар'єру в рідному місті Сисак, де грав за місцевий клуб «Сегеста», а потім перейшов у маріборський «Бранік». Саме в «Браніку» його талант помітив наставник «Динамо» (Загреб) Мартон Букові й запросив двадцятирічного гравця до своєї команди. У 1960 році він підписав контракт з «синіми».

### «Динамо» (Загреб)
Ламза став важливим гравцем для команди, за яку грав до 1968 року, станом на кінець сезону 1966/67 зігравши 127 матчів та забивши 18 голів. За цей період він разом з командою здобув дві перемоги у Кубку Югославії (ще двічі разом з командою програвав у фіналі) та переміг у Кубку ярмарків 1967 (у 1963 році динамівці програли у двоматчевому фіналі проти «Валенсії»).
У 1967 році, коли йому виповнилося 27 років, його кар'єра різко змінилася, оскільки Ламза потрапив до лікарні.

### Нещасний випадок
14 червня 1967 року «Динамо» грало матч-відповідь 1/2 фіналу Кубка ярмарків 1967 проти франкфуртського «Айнтрахта», в якому зуміло здобути домашню перемогу (3:0 в основний час, 4:0 у додатковий) та пройти до фіналу, не дивлячись на поразку в першому матчі, який хорвати програли з рахунком 3:0.
В той же вечір, одразу після півфінального матчу Ламза підписав контракт з льєзьким «Стандардом», який заплатив загребському клубу 280 тисяч доларів, що було величезною сумою грошей для гравця на той час. Після цього динамівці поїхали святкувати перемогу над «Айнтрахтом» та прохід до фіналу.
Прокинувшись наступного ранку, Стєпан спустився у фоє готелю та пішов до бару, де почав пити. Коли інші товариші по команді прокинулися, вони знайшли його п'яним у вестибюлі, після чого один із функціонерів клубу, Карло Жагар, наказав офіціантці відвести Ламзу до кімнати, щоб інші гості готелю не бачили його в такому стані. Офіціантка відвела його до ліжка, а потім замкнула двері кімнати. Пізніше, коли Ламза прокинувся, він все ще був у стані алкогольного сп'яніння, виявив замкнені двері та вийшов на балкон, де впав, вдарившись плечем об стілець, а правою стороною голови об бетонну підлогу. Його негайно доставили до лікарні, де йому поставили діагноз: тяжкий перелом кісток черепу, і, що головне, пошкодження нервового центру, в тому числі й вестибулярного апарату. Він слідкував за фінальною грою Кубку ярмарків 1967 року, слухаючи радіотрансляцію у лікарняній палаті Бледського госпіталю.
У підсумку «Стандард» відмовився виконувати умови контракту перед гравцем, який рік не зможе грати в футбол.
Після року відновлення Ламза повернувся до футболу, але новий тренер загребського клубу Івиця Хорват не дав йому шансу.

### Подальша кар'єра
Пізніше він мав кілька невдалих і нетривалих періодів у югославських та іноземних клубах, («Шатору», «Рієка», «Мельбурн Кроація»), але після травми не зміг повернути собі колишні фізичні кондиції.
21 квітня 1970 року він востаннє вийшов на поле у футболці «Динамо», взявши участь у прощальному матчі на його честь, організованому клубом, який був зіграний проти «Бенфіки» та її головної зірки — Еусебіу. «Динамо» виграло матч з рахунком 2:0, перший гол забив Ламза.
У 1972 році завершив кар'єру гравця.

## Міжнародна кар'єра
Дебютував за національну збірну 27 жовтня 1963 року у товариському матчі проти збірної Румунії.
Загалом Ламза провів сім матчів за збірну Югославії. Причиною такої малої кількості матчів стала травма, отримана у 1967 році та дискримінація гравців хорватських клубів, яких того часу неохоче викликали до збірної.

## Подальше життя і смерть
На початку 1990-х років представник керівництва «Динамо» Здравко Мамич і тодішній головний тренер команди, Мирослав Блажевич, запропонували Стєпану посаду скаута в клубі, оскільки він жив на одну пенсію, яка становила близько 200 євро.
Ламза казав, що бачить в особі Луки Модрича свого наступника через схожі статуру та стиль гри.
Помер 12 січня 2022 року у віці 81 року.

## Досягнення
«Динамо» (Загреб)
- Володар Кубку Югославії (2): 1963, 1965
  - Фіналіст Кубку Югославії (2): 1964, 1966
- Володар Кубку ярмарків (1): 1966–67
  - Фіналіст Кубку ярмарків (1): 1962–63

## Статистика виступів за збірну
| Турнір            | Дата       | Місце проведення                     | Глядачі | Арбітр      | Суперник  | Рахунок | Зіграно хвилин |
| ----------------- | ---------- | ------------------------------------ | ------- | ----------- | --------- | ------- | -------------- |
| Товариський матч  | 27.10.1963 | Бухарест, «Національний стадіон»     | 40000   | Стороняк    | Румунія   | 2:1     | 90             |
| Товариський матч  | 01.04.1964 | Ниш, «Чаїр»                          | 10000   | Калофісудіс | Болгарія  | 1:0     | 45             |
| Товариський матч  | 08.05.1966 | Загреб, «Максимир»                   | 30000   | Ставрев     | Угорщина  | 2:0     | 90             |
| Товариський матч  | 23.06.1966 | Ганновер, «Стадіон Нижньої Саксонії» | 75000   | Лев         | Німеччина | 2:0     | 90             |
| Товариський матч  | 12.10.1966 | Тель-Авів, «Блумфілд»                | 17000   | Шошані      | Ізраїль   | 1:3     | 45             |
| Товариський матч  | 23.04.1967 | Будапешт, «Ференц Пушкаш»            | 30000   | Еліес       | Угорщина  | 1:0     | 90             |
| Відбір до ЧЄ-1968 | 14.05.1967 | Тирана, «Кемаль Стафа»               | 18573   | Сантуліс    | Албанія   | 0:2     | 90             |